# Jász emlékmű
A Jász emlékmű egy bronz emlékmű, mely Jászberény főterén található. A szobor egy stilizált jászkapitányt ábrázol jobbkezében a jászkürttel, melyet a magasba tart. Eközben bal keze kardja markolatán nyugszik. A szobor egy kősziklán áll, mely talapzaton körben 18 jász település bronz címerét helyezték el.
A szobrot a redemptiós oklevél aláírásának 260. évfordulóján, 2005 május 8-án avatták fel. Ez utóbbit azóta a jászok napjaként ismertek el. A szobor létrejöttét a jászberényi a Városvédő- és Szépítő Egyesület kezdeményezte, létrejöttéhez, pedig magán, vállalati és önkormányzati forrásokat is felhasználtak.

## Források

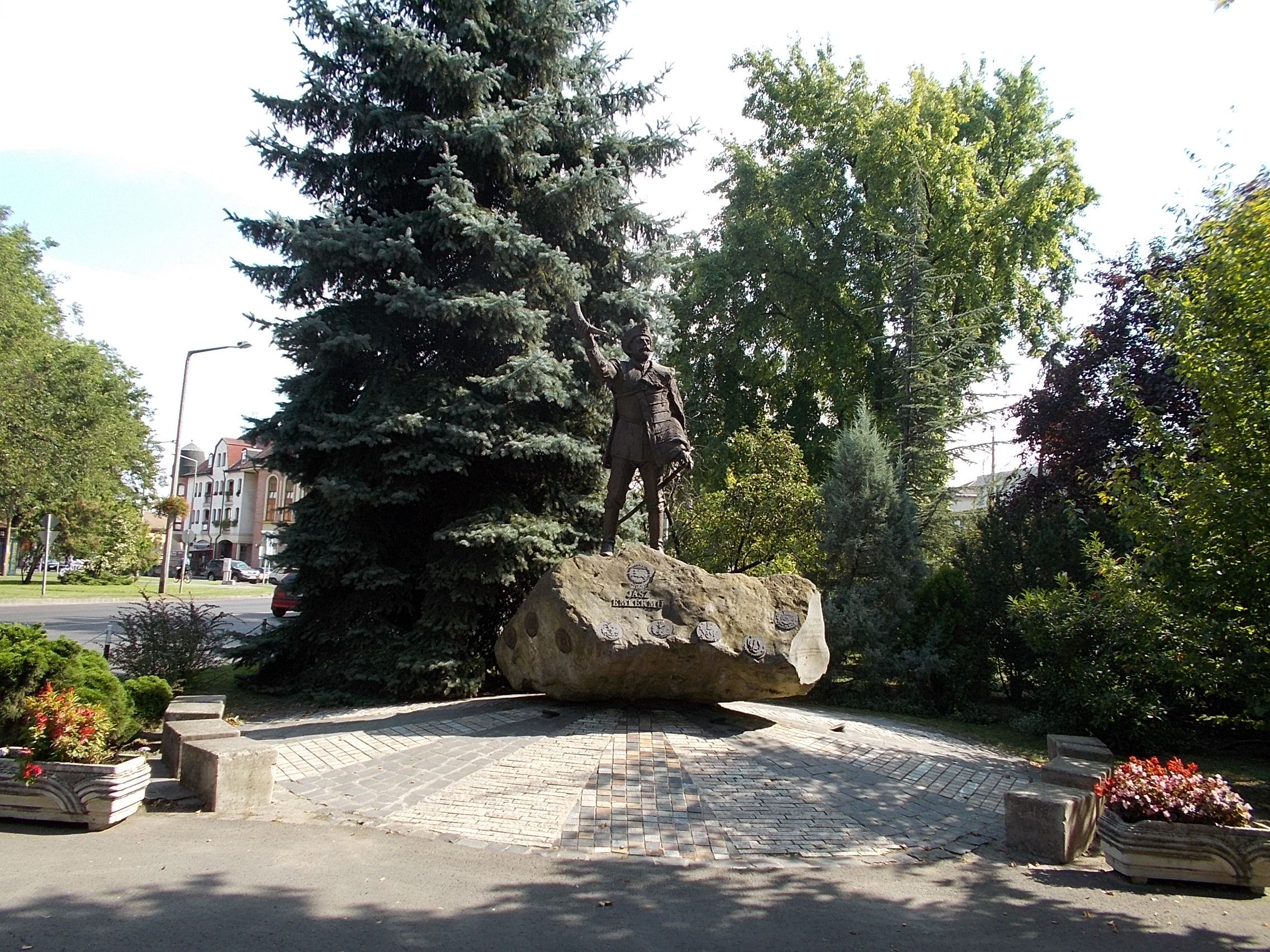
Lehel kürttel köszönt mindenkit a pattintott kőalapon álló jászkapitány-szobor